# Poncé-sur-le-Loir

Poncé-sur-le-Loir este o comună în departamentul Sarthe, Franța. În 2009 avea o populație de 385 de locuitori.